# رزکنار
رزکنار روستایی از توابع بخش رودبست شهرستان بابلسر در استان مازندران است.

## جمعیت
این روستا در دهستان خشکرود قرار داشته و براساس آخرین سرشماری مرکز آمار ایران که در سال ۱۳۸۵ صورت گرفته، جمعیت آن ۸۱۱نفر (۲۱۱خانوار) بوده‌است.